# Gostynia
Die Gostynia (deutsch Gostine) ist ein Bach von 32,1 Kilometern Länge in der Woiwodschaft Schlesien im Süden der Republik Polen.

## Verlauf
Sie entspringt im Westen bei Orzesze, fließt durch Wyry sowie Tychy und mündet schließlich im Osten bei Bieruń in die Weichsel. Bei Tychy liefert sie als Zufluss frisches Wasser in den Paprotzaner See. Ihr Einzugsgebiet umfasst insgesamt 349 Quadratkilometer.

## Zuflüsse
Die Gostynia besitzt sechs Zuflüsse:
- Mleczna
- Potok Tyski (Tyszanka)
- Potok Wyrski
- Potok Paprocański
- Stara Gostynka
- Rów Młynówka